# Klaus Blasquiz

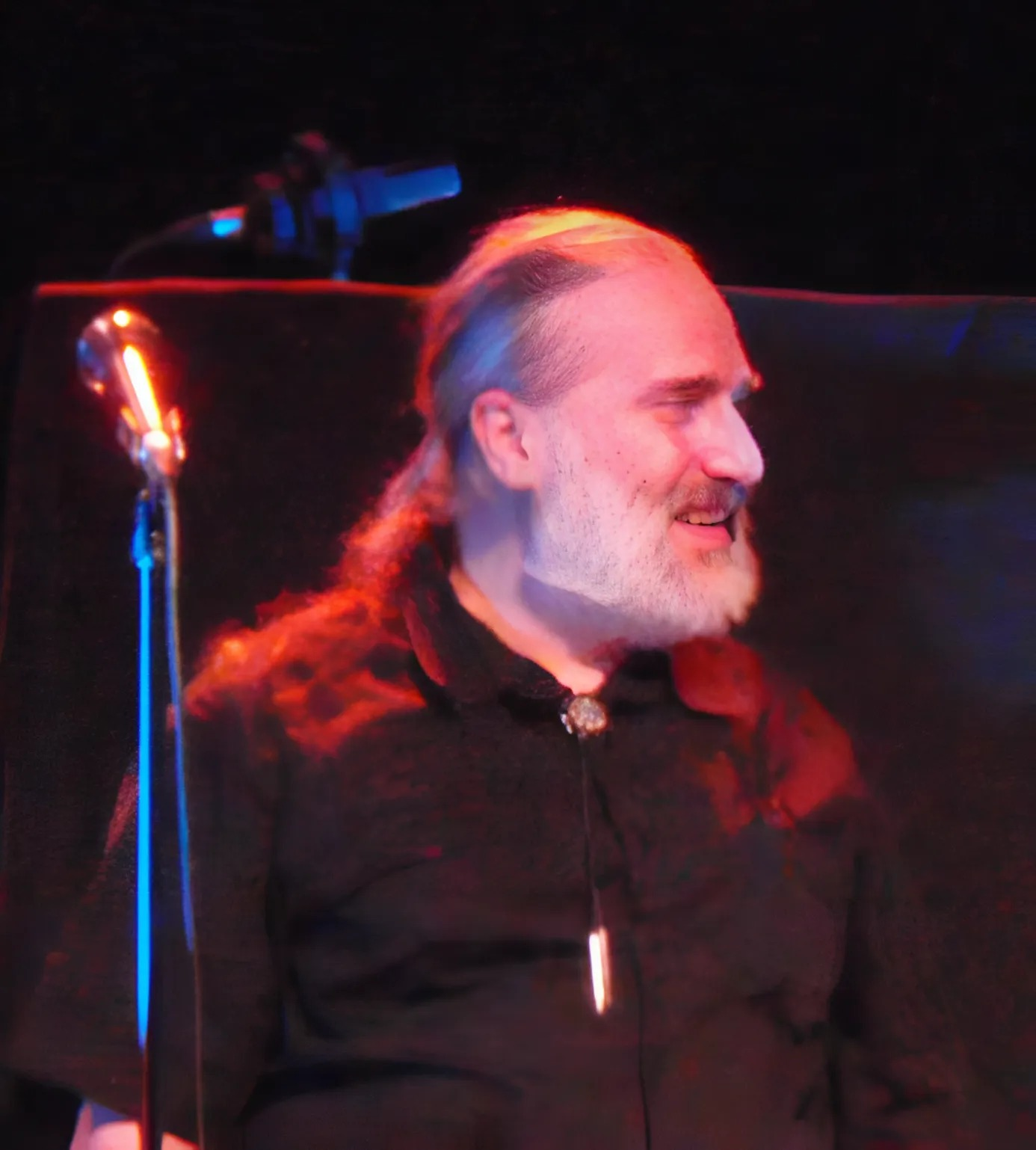
Klaus Blasquiz, 2009

Klaus Blasquiz (* 19. Juni 1950 in Paris) ist ein französischer Musiker und Journalist, der auch als Kunstpädagoge tätig ist. Er war der erste Sänger der Progressive-Rock- und Zeuhl-Gruppe Magma.

## Leben
Blasquiz’ Familie stammte aus dem Baskenland. Geboren wurde er in Paris und seine Kindheit verbrachte im Pariser Vorort Fresnes. Als Kind sang er in einem Kirchenchor und mit 14 Jahren begann er als Autodidakt in Jugendzentren der Maison des jeunes et de la culture zu singen. An der École nationale supérieure des arts appliqués et des métiers d’art studierte er angewandte Kunst und ab 1970 arbeitete er als Oberassistent in der Abteilung für plastische Kunst, gleichzeitig unterrichtete er an der Universität von Vincennes narrative Figuration (Comic-Stile). An den Protesten der 68er-Bewegung in Frankreich war Blasquiz aktiv, wo er sich an Besetzungen von Instituten beteiligte und in der Universität Plakate im Siebdruckverfahren produzierte, die er mit dem Fahrrad auslieferte. Nebenbei spielte er mit seiner Band Bluesmakers kostenlos für streikende Fabrikarbeiter, die ihrer Bluesmusik jedoch wenig Anerkennung entgegenbrachten.

## Schaffen
Seine Gesangskarriere begann Blasquiz in der Gruppe Blues Convention, in der auch Richard Pinhas spielte und die unter anderem in der Pariser Rock-Diskothek Golf-Drouot auftrat. Enttäuscht von der Ausrichtung der Band, gründeten die beiden Männer ihre eigene Band Stuff, die jedoch den späteren Weggang von Blasquiz nicht überlebte.
Unter dem Pseudonym N'Dongo Lumba wirkte er am Soundtrack von Jean Yannes satirischer Filmkomödie Die große Masche (Originaltitel: Tout le monde il est beau, tout le monde il est gentil) von 1972 mit, für die der zwei Lieder einsang.

### Magma Ära
Auf Einladung des französischen Gitarristen und Komponisten Claude Engel zu einem Vorsingen im Studio Pathé Marconi an der Pont de Sèvres (Brücke) in Boulogne-Billancourt traf Blasquiz 1969 auf Christian Vander, der gerade die Gruppe Magma gegründet hatte. Zunächst hatte Magma kein Interesse ihn aufzunehmen, da man ihn für einen langhaarigen Hippie hielt. Kurz darauf war er zu Aufnahmen mit der Sängerin Charlotte Leslie im Studio Mathurin Régier, in der auch Magma gerade probten. Während einer Probeaufnahme sang er leise einen Hintergrundgesang mit, der indirekt über das Mikrofon des Klaviers aufgezeichnet wurde. Als Vander die Probeaufnahme abhörte, war er von dem Auftritt so beeindruckt, dass er kurz darauf Blasquiz anstelle des bereits gesetzten Stammsängers Lucien Zabuski (Zabu) in die Band aufnahm. Nach seinem Eintritt bei Magma beendete er seine akademische Laufbahn. Blasquizs Stil und Stimme trugen maßgeblich zur Identitätsbildung von Magma bei. Zusammen mit Christian Vander entwickelte Blasquiz die Kunstsprache Kobaïanisch, in der die meisten Magma-Titel und zahlreiche Titel anderer Zeuhl-Gruppen gesungen werden, die beiden eine größere künstlerische Ausdrucksmöglichkeiten bot als die französische oder englische Sprache. Ebenso erscheint Blasquiz bei Magma häufig unter seinem kobaïanischen Pseudonym Klötsz Zaspïaahk (Aussprache [klots 'zas'pjak]). Als exzellenter Gesangstechniker, der seine Stimme perfekt kontrollieren konnte, ist Blasquiz in der Lage, mit extrem tiefer Stimme zu singen, aber auch hohe Töne zu treffen, was die Rauheit und Musikalität der Musik Magmas ausmacht.
Neben seiner Rolle als Sänger und Perkussionist, illustrierte Klaus Blasquiz einige Plattencover und zeichnete die Ideogramme von Magma. Daneben zeichnete er Comics für das französische Musik-Monatsmagazin Actuel.
Nachdem der Bassist Jannick Top und einige andere Mitglieder 1974 Magma verließen, zog es Blasquiz vor zu bleiben, da er die Fähigkeiten der abgehenden Musiker kritisierte. Schließlich schied Blasquiz 1980, nach der Veröffentlichung der Livealben zum 10-jährigen Bandjublium Retrospektïẁ I-II und Retrospektïẁ III aus der Band aus, und er auf dem Cover des letzteren nicht mehr erwähnt wurde. Als Sänger wurde Guy Khalifa an seiner Stelle rekrutiert.

### Nach Magma
In den 1980er Jahren arbeitete Blasquiz als Solist und beteiligte an Alben verschiedener Bands und Künstler wie Richard Pinhas, der Comedy-Rock-Gruppe Odeurs, oder Heldon. 1986 schloss er sich der Zeuhl-Gruppe Paga Group von Bernard Paganotti an, mit der er zwei Alben aufnahm. Parallel sang er in Chören für Alben des Liedermachers Renaud Séchan.
Blasquiz schrieb Artikel über technische Neuheiten im Bereich Tontechnik in Rock- und Folkmusik und gab Gesangsunterricht. In der französischen Zeichentrickserie Sharky und George, die 1990 auf Canal+ ausgestrahlt wurde, sang er den Titelsong, bei der er in der französischen Version auch die Figur des Docteur Méduse synchronisierte.
1996 gründete er mit dem Bassisten Laurent Cokelaere, den er in den 1990er Jahren in der Le Grand Blues Band kennengelernt hatte, die Band Maison Klaus, die ihre Schwerpunkte in Rhythm and Blues mit Jazz- und Blueseinschlag hatte. Seit einiger Zeit experimentiert er mit der Gruppe Zum-Zum auch an brasilianischer Musik. 2006 nahm er Doc Reggae fait du Voodoo mit Bruno Blum und dem amerikanischen Zeichner Gilbert Shelton auf, wobei er die Rolle eines Zombies mit sehr tiefer Stimme interpretierte.
Als großer Sammler von Musikinstrumenten und Tontechnik richtete er 2008 in Saint-Denis ein Museum für Tontechnik ein, das Exponate wie Mikrophone, Mischpulte, Tonbandgeräte, Lautsprecher, Audioverstärker, Synthesizer, Plattenspieler, Kassettenrekorder, Soundeffektgeräte präsentiert, und aus dessen Bestand er auch historische Autdiotechnik vermietet. Er produzierte DVDs und schrieb mehrere Bücher über die Welt der Musik wie Fender-Bassgitarren, Gesangstechniken, Geigenbauer und die Band Magma. Als Journalist ist er für Musikmagazine wie KR Home-Studio (ehemals Keyboards), Batteur Magazine, Sonovision und Rimshot tätig. Gelegentlich hält er Vorträge und beteiligt sich an Ausstellungen, wie z. B. der John-Lennon-Ausstellung in der Cité de la musique in Paris von 2008, für die er die ausgestellte Tontechnik und mehrere Gitarren zur Verfügung stellte. Die gleiche Art von Beitrag leistete er 2009 für die Ausstellung Rock'n'Roll in der Fondation Cartier.
Als sich Magma erstmals 1996 und dann 2002 neu formierten, wurde Blasquiz nicht Teil der Band. Ab 2004 trat er jedoch als Gastmusiker auf einigen Konzerten auf. 2005 spielte Magma einen Monat lang im Club Le Triton, wo sie jede Woche ein anderes Repertoire aufführten. Hier sang Blasquiz in der ersten Woche Stücke aus den ersten beiden Magma-Alben Kobaia und 1001° Centigrades, die auf der DVD Mythes et Légendes Epok I veröffentlicht wurden. In der zweiten Woche trat er im Finale von Mekanïk Destruktïw Kommandöh, sowie bei De Futura an der Seite von Jannick Top auf, die ls Mythes et Légendes Epok II auf DVD erschien und in der vierten Woche bei Kobaïa, auf der DVD Mythes et Légendes Epok IV.
In den Jahren 2008 und 2009 tourte Blasquiz mit der neuen Band um Jannick Top Infernal Machina, und gelegentlich tritt er bei Konzerten von Magma auf um am Ende der Konzerte Kobaïa zu singen.

## Werke

### Diskographie
Mit Magma
- 1970: Magma
- 1971: 1001° Centigrades
- 1972: Mit Univeria Zekt (Magma): The Unnamables
- 1973: Mekanïk Destruktïw Kommandöh
- 1974: Ẁurdah Ïtah
- 1974: Köhntarkösz
- 1975: Live / Hhaï
- 1976: Üdü Ẁüdü
- 1977: Inédits
- 1978: Attahk
- 1981: Retrospektïẁ III
- 1981: Retrospektïẁ I-II
- 1984: Théâtre du Taur, Concert 1975
- 1985: Merci
- 1989: Mekanïk Kommandöh
- 1994: Théâtre du Taur, Concert 1975
- 1996: Concert 1971, Bruxelles: Théâtre 140
- 1996: Concert 1976, Opéra de Reims
- 1999: BBC 1974
- 2008: Bourges 1979
- 2014: Zühn Ẁöhl Ünsaï - Live 1974

Solo und mit anderen Gruppen
- 1980: Toujours plus haut
- 1981: De l'Amour
- 1993: Mit Vander, Top, Garber: "Sons" Document 1973 - Le Manor
- 2000: Mit Maison Klaus: Live
- 2010: Mit Bruno Letort, Kumi Okamoto: Lignes
- 2017: Mit Maison Klaus: Moods
- Marche à l'ombre
- Le Retour de Gérard Lambert
- Morgane de toi
- Mistral gagnant